# Шаталовська сільська рада
Шата́ловська сільська рада (рос. Шаталовский сельский совет) — сільське поселення у складі Родинського району Алтайського краю Росії.
Адміністративний центр та єдиний населений пункт — село Шаталовка.

## Населення
Населення — 516 осіб (2019; 675 в 2010, 951 у 2002).